# Hepalicus gracilis
Hepalicus gracilis är en insektsart som beskrevs av Sjöstedt 1921. Hepalicus gracilis ingår i släktet Hepalicus och familjen gräshoppor. Inga underarter finns listade i Catalogue of Life.